# Колеторто
Колеторто (итал. Colletorto) је насеље у Италији у округу Кампобасо, региону Молизе.
Према процени из 2011. у насељу је живело 2087 становника. Насеље се налази на надморској висини од 535 м.

## Становништво
| 1936. | 1951. | 1961. | 1971. | 1981. | 1991. | 2001. | 2011. |
| ----- | ----- | ----- | ----- | ----- | ----- | ----- | ----- |
| 3.959 | 4.362 | 3.787 | 3.359 | 3.143 | 2.911 | 2.474 | 2.087 |